# Championnat de Thaïlande féminin de volley-ball
Le Championnat de Thaïlande de volley-ball féminin est la compétition nationale majeure. Il a été créé en 2005.

## Palmarès
| Année | Champion          | Finaliste         | Troisième         |
| ----- | ----------------- | ----------------- | ----------------- |
| 2006  | Nakhon Ratchasima | Kathu Phuket      | Khonkaen          |
| 2007  | Nakhon Ratchasima |                   |                   |
| 2008  | Khonkaen          | Nonthaburi        | Nakhon Ratchasima |
| 2009  | Bangkok VC        | Ayutthaya A.T.C.C | Nonthaburi        |
| 2010  | Krungkao Mektec   | Khonkaen          | Nakhon Ratchasima |
| 2011  | Kathu Phuket      | Ayutthaya A.T.C.C | Nakhon Ratchasima |
| 2012  | Nakhon Nonthaburi | Supreme Nakhonsi  | Kathu Phuket      |
| 2013  | Idea Khonkaen     | Nakhon Nonthaburi | Nakhon Ratchasima |
| 2014  | Nakhon Ratchasima | Sisaket VC        | Ayutthaya A.T.C.C |
| 2015  | Bangkok Glass VC  | Ayutthaya A.T.C.C | Idea Khonkaen     |
| 2016  | Bangkok Glass VC  | Supreme Chonburi  | Nakhon Ratchasima |
| 2017  | Supreme Chonburi  | Bangkok Glass VC  | Nakhon Ratchasima |
| 2018  | Supreme Chonburi  | Nakhon Ratchasima | Bangkok Glass VC  |
| 2019  | Nakhon Ratchasima | Supreme Chonburi  | Nakhon Nonthaburi |
| 2020  | Supreme Chonburi  | Khonkaen Star     | Nakhon Ratchasima |